# David Barish
Pour les articles homonymes, voir Barish.

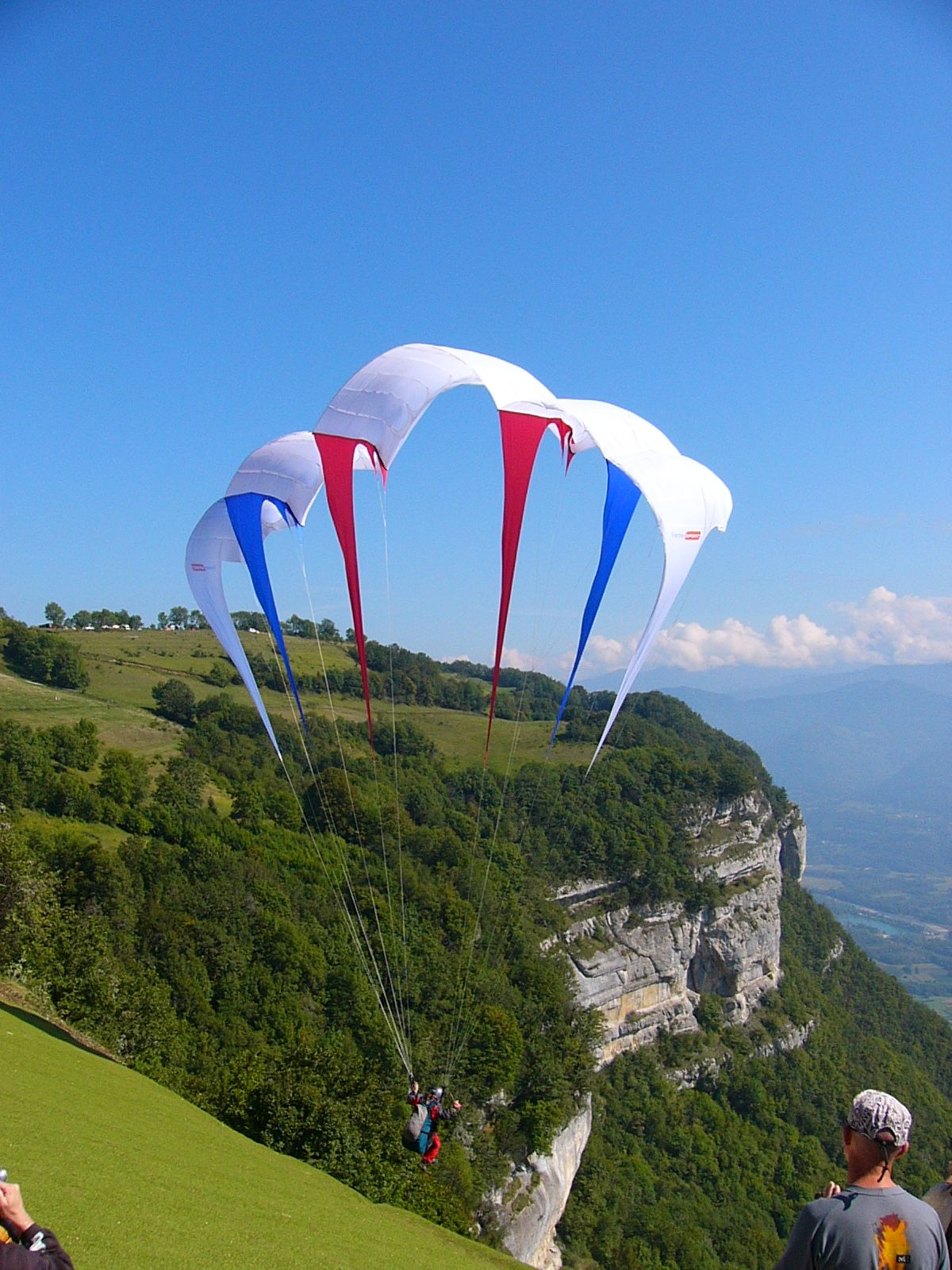
Réplique de la Sailwing de David Barish décollant en 2005 de Saint-Hilaire du Touvet.

David Barish, né en 1921 et mort le 15 décembre 2009, fut pilote d'essai dans l'US Air Force, puis consultant pour la NASA.
En 1964, il travaille à la conception d'un parachute pour le retour au sol des capsules Apollo en concurrence avec l'aile Rogallo, et développe une aile simple surface entièrement souple qu'il teste dans une station de ski. Cela lui donne l'idée de faire du slope soaring (vol de pente) un sport.  Il fut ainsi l'un des pionniers du parapente, même si son idée ne connaît pas directement le succès. En effet, il faudra attendre 1978 pour que trois parachutistes du club d’Annemasse (Haute-Savoie) lancent le parapente en décollant avec un parachute d’une montagne, s'inspirant d'un article de la revue Parachute manual de 1972 qui évoque le Sloape Soaring de David Barish.